# Associazione Dimore Storiche Italiane
L'Associazione Dimore Storiche Italiane ETS (A.D.S.I.) è un'associazione senza scopo di lucro, fondata a Roma il 4 marzo 1977 presso il Palazzo Pasolini dall’Onda, che riunisce i proprietari di immobili storici italiani di rilevante interesse storico-artistico.

## Attività principali
Dal 2010, tra la terza e la quarta domenica di maggio, si svolge annualmente la Giornata Nazionale A.D.S.I., durante la quale oltre 500 dimore storiche aprono gratuitamente al pubblico in tutta Italia con l'obiettivo di promuovere il turismo culturale diffuso e sensibilizzare l'opinione pubblica sul ruolo delle dimore storiche private.
Il primo sabato di ottobre, in concomitanza con la Domenica di Carta promossa dal Ministero della Cultura, oltre 100 archivi e biblioteche private situati in dimore storiche aprono al pubblico nell’ambito dell’iniziativa Carte in Dimora, permettendo la visita di collezioni librarie, manoscritti e documenti storici.
L’iniziativa Coltiviamo la Cultura è manifestazione organizzata in collaborazione con Confagricoltura Anga per celebrare il legame tra dimore storiche e agricoltura, aprendo le dimore per ospitare aziende agricole del territorio e promuovere i prodotti agroalimentari locali.
Dal 2019 l'associazione bandisce annualmente un concorso nazionale per tesi di laurea magistrale sui beni culturali privati vincolati, rivolto a laureati in discipline come Architettura, Ingegneria, Storia dell'Arte, Conservazione dei Beni Culturali e altre facoltà pertinenti.

## Organizzazione
L'associazione conta attualmente circa 4.500 soci distribuiti su tutto il territorio nazionale attraverso 19 delegazioni regionali (Piemonte e Valle d'Aosta costituiscono un'unica delegazione). L’istituto è membro dell'European Historic Houses Association (EHH) con sede a Bruxelles.
Dal 2000 è attivo il Gruppo Giovani A.D.S.I., che conta oltre 400 membri di età compresa tra i 18 e i 35 anni. Il gruppo organizza annualmente un Raduno Nazionale e workshop tematici, partecipando anche alle iniziative del gruppo Next Generation dell'European Historic Houses Association.

## Presidenti
La presidenza dell'A.D.S.I. si è succeduta attraverso i seguenti incarichi:
- 1977-1986: Gian Giacomo di Thiene
- 1986-1992: Niccolò Pasolini dall'Onda
- 1992-1997: Gaetano Barbiano di Belgiojoso
- 1997-2001: Aimone di Seyssel d'Aix
- 2001-2010: Aldo Pezzana Capranica del Grillo
- 2010-2016: Moroello Diaz della Vittoria Pallavicini
- 2016-2019: Gaddo della Gherardesca
- 2019-2025: Giacomo di Thiene
- 2025-presente: Maria Pace Odescalchi[17][18][19]